# Canon EOS M100
Die Canon EOS M100 ist eine spiegellose Systemkamera des japanischen Herstellers Canon. Sie ist im Oktober 2017 auf den Markt gekommen.

## Technische Merkmale

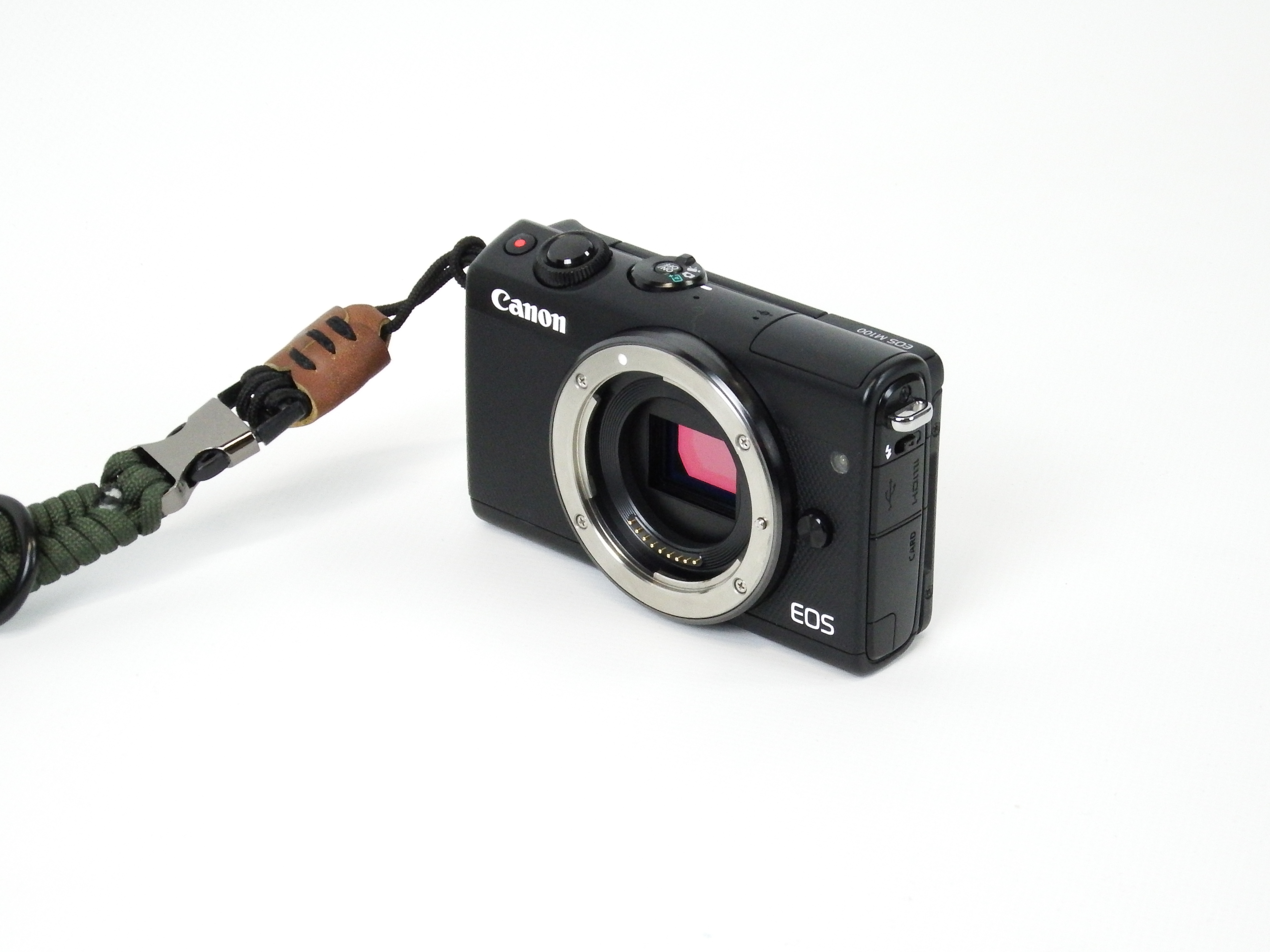
Ausführung der Canon EOS M100 mit schwarzem Gehäuse

Die spiegellose M100 hat keinen Sucher; stattdessen kommt der Live-View-Modus zum Einsatz. Mit dem Bildsensor im APS-C-Format können Videos in Full-HD-Auflösung bei 60 Vollbildern pro Sekunde aufgenommen werden. Es ist ein DIGIC-7-Prozessor verbaut, und es gibt einen WLAN-Chip. Der integrierte Blitz hat die Leitzahl 5. Die M100 ist in schwarzem, weißem oder grauem Gehäuse erhältlich.

## Objektive
Für die Kamera gibt es von Canon und anderen Herstellern Objektive mit EF-M-Bajonett. Zusätzlich können Objektive (von Canon oder Drittherstellern) mit EF- und EF-S-Bajonett einschließlich des Autofokus mit einem Adapter benutzt werden.
Im Zusammenspiel mit STM-Objektiven kann die Kamera dem Objektiv die Autofokus-Geschwindigkeit vorgeben. Dies führt vor allem bei Video-Aufnahmen zu einer ruhigen Nachführung der Entfernungseinstellung.
Der Hersteller weist darauf hin, dass die Autofokusfunktion mit mehreren älteren Objektiven nicht funktioniert.